# Lonsee (Landschaftsschutzgebiet)
Das Landschaftsschutzgebiet Lonsee ist ein mit Verordnung der Unteren Naturschutzbehörde beim Landratsamt Alb-Donau-Kreis vom 30. März 1998 ausgewiesenes Landschaftsschutzgebiet (LSG-Nummer 4.25.108).

## Lage und Beschreibung
Das rund 2287,4 Hektar große Gebiet besteht aus mehreren Teilen und umgibt Lonsee. Das Gebiet gehört zu den Naturräumen Albuch und Härtsfeld und Lonetal-Flächenalb.
Laut Steckbrief handelt es sich um für die Kuppenalb typische Landschaftsformen mit charakteristischen, landschaftsbildprägenden und ökologisch wertvollen Kulturlandschaftselementen wie Feldhecken, Feldgehölze, Steinriegel, Wacholderheiden, Feldraine, Einzelbäume, Baumgruppen und Streuobstwiesen; große zusammenhängende landschaftstypische Kalkbuchenwälder mit ihrer Bedeutung als ökologisch wertvolle Lebensräume und als Ort landschaftsbezogener Erholung; lokal und regional bedeutsamer Erholungsraum.
Die Naturschutzgebiete Heiden in Lonsee und Amstetten und Salenberg liegen im Landschaftsschutzgebiet und das FFH-Gebiet Kuppenalb bei Laichingen und Lonetal hat Anteil am Landschaftsschutzgebiet.

## Schutzzweck
Schutzzweck ist gemäß Schutzgebietsverordnung
- die Erhaltung der Vielfalt, Eigenart und Schönheit des Lonetales mit den abzweigenden Trockentälern (Tiefental, Salachtal - Keuteltal, Erbestal, Rietal mit "Hättelteich", Scheintal - Engental - Kögeltal);
- die Bewahrung der für die Kuppenalb typischen Landschaftsformen und die Erhaltung der charakteristischen landschaftsbildprägenden und ökologisch wertvollen Kulturlandschaftselemente wie Feldhecken, Feldgehölze, Steinriegel, Wacholderheiden, Feldraine, Einzelbäume, Baumgruppen und Streuobstwiesen;
- der Erhalt großer zusammenhängender landschaftstypischer Kalkbuchenwälder mit ihrer Bedeutung als ökologisch wertvollem Lebensraum und als Ort Landschaftsbezogener Erholung;
- der Erhalt eines gemeindeübergreifenden Ausschnitts der Kuppenalblandschaft mit besonders markant ausgeprägten Landschaftsformen der Trockentäler, Kuppen und Senken;
- die Erhaltung unverbauter und landschaftsästhetisch ansprechender Landschaftsteile als lokal und regional bedeutsamen Erholungsraum.